# Bring Me the Horizon
Bring Me the Horizon (frequentemente abreviado para BMTH) é uma banda britânica de rock, formada em 2004 em Sheffield, South Yorkshire. O grupo é composto atualmente pelo vocalista Oliver Sykes, o guitarrista Lee Malia, o baixista Matt Kean e o baterista Matt Nicholls. Eles assinaram contrato com a RCA Records globalmente e com a Columbia Records exclusivamente nos Estados Unidos.
O primeiro lançamento oficial do Bring Me the Horizon foi o EP de 4 faixas intitulado This Is What the Edge of Your Seat Was Made For, lançado no final de 2004. A banda veio a lançar seu álbum de estreia, Count Your Blessings em 2006. Após o lançamento, o som deathcore do álbum gerou divisões entre ouvintes e foi recebido com desdém pela crítica. O Bring Me the Horizon veio a romper com seu polêmico som com Suicide Season (2008), o qual foi uma virada criativa, crítica e comercial para a banda, já que o som pesado do deathcore rapidamente perdeu o espaço em consequência de uma sonoridade mais eclética. A banda lançou seu terceiro disco, There Is A Hell, Believe Me I've Seen It. There Is A Heaven, Let's Keep It A Secret (2010), levando-os a uma maior fama internacional, ao mesmo tempo que incorporou influências da música clássica, eletrônica e pop. Seu quarto álbum de estúdio, Sempiternal (2013) alcançou a certificação Gold na Austrália, vendendo 35.000 cópias e Silver no Reino Unido, vendendo 60.000 cópias. Já o quinto álbum, That's the Spirit (2015) estreou em segundo lugar nas mais importantes paradas de música do Reino Unido e Estados Unidos, sendo elas, respectivamente, UK Albums Chart e US Billboard 200. Seu sexto álbum de estúdio, Amo (2019), tornou-se o primeiro a ficar no topo das paradas do Reino Unido. Além desses seis álbuns de estúdio, eles também lançaram dois EPs e dois álbuns ao vivo. Eles receberam quatro Kerrang! Awards, incluindo dois de Melhor Banda Britânica e um de Melhor Banda ao Vivo e também receberam duas indicações ao Grammy. A banda vendeu mais de 5 milhões de discos em todo o mundo e conquistou o topo da parada de singles de Rock & Metal do Reino Unido com músicas como "Throne", "Drown", "Mantra" e "Parasite Eve".
Inicialmente, as músicas do Bring Me the Horizon eram classificadas como deathcore. Bateria rápida, guitarras altamente distorcidas, vocais guturais e outros elementos do metal extremo eram notáveis em seu álbum de estreia Count Your Blessings. No entanto, a banda transitou para um estilo mais eclético e menos exagerado ao longo dos álbuns seguintes. That's the Spirit marcou uma mudança significativa, abandonando abordagens agressivas, técnicas de screaming, bateria em metranca e riffs de guitarra pesados foram praticamente abolidos em favor de elementos de rock mais melódicos. O álbum subsequente, Amo, consolidou essa transformação ao incorporar uma ampla gama de gêneros, incluindo elementos de música eletrônica, pop e hip hop.

## Carreira

### Formação, assinatura e primeiro EP (2004-2005)

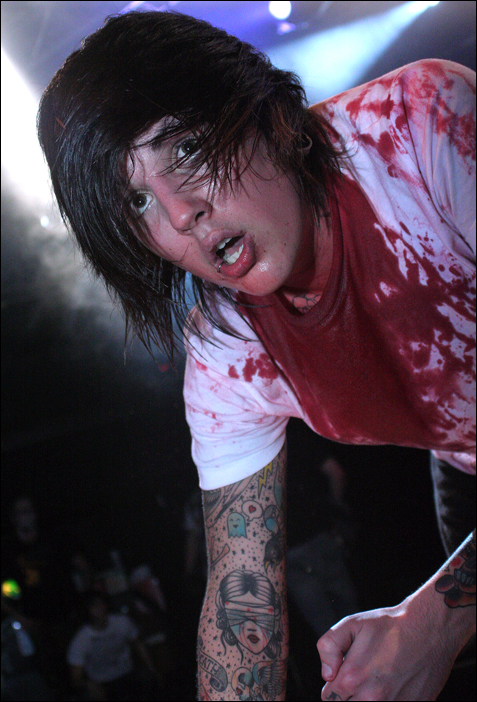
Oliver Sykes cantando as músicas do álbum de estreia da banda Count Your Blessings, em 2006, quando tinha 20 anos.

Os membros fundadores do Bring Me the Horizon vieram de diversas origens musicais dentro do metal e do rock. Matt Nicholls e Oliver Sykes tinham um interesse comum no metalcore americano, bandas como Norma Jean e Skycamefalling, e costumavam assistir a shows locais de hardcore punk. Mais tarde, eles conheceram Lee Malia, que falou com eles sobre bandas de thrash metal e death metal melódico como Metallica e At the Gates; Malia também fez parte de uma banda de tributo ao Metallica antes de conhecer a dupla. Bring Me the Horizon foi oficialmente formada em março de 2004, quando os membros tinham entre 15 e 17 anos. Curtis Ward, que também morava na área de Rotherham, se juntou a Sykes, Malia e Nicholls na bateria. O baixista Matt Kean, que estava em outras bandas locais, completou a formação. O nome da banda foi tirado da frase do filme Piratas do Caribe: A Maldição do Pérola Negra (2003) onde na versão original o capitão Jack Sparrow diz "Now, bring me that horizon.", a banda fez apenas uma ligeira alteração na frase, dando origem ao nome oficial do grupo. A banda fez seu primeiro show ao vivo em 15 de abril de 2004, no The Charter Arms em Rotherham, Inglaterra.
Nos meses seguintes à sua formação, Bring Me the Horizon criou um álbum demo intitulado The Bedroom Sessions. Em seguida, eles lançaram seu primeiro EP, This Is What the Edge of Your Seat Was Made For, em setembro de 2004, através do selo local do Reino Unido, Thirty Days of Night Records. Bring Me the Horizon foi a primeira assinatura da gravadora. Foi gravado no Pristine Studios em Nottingham ao longo de dois fins de semana, com bateria e baixo colocados na primeira sessão, e guitarras e vocais concluídos uma semana depois.

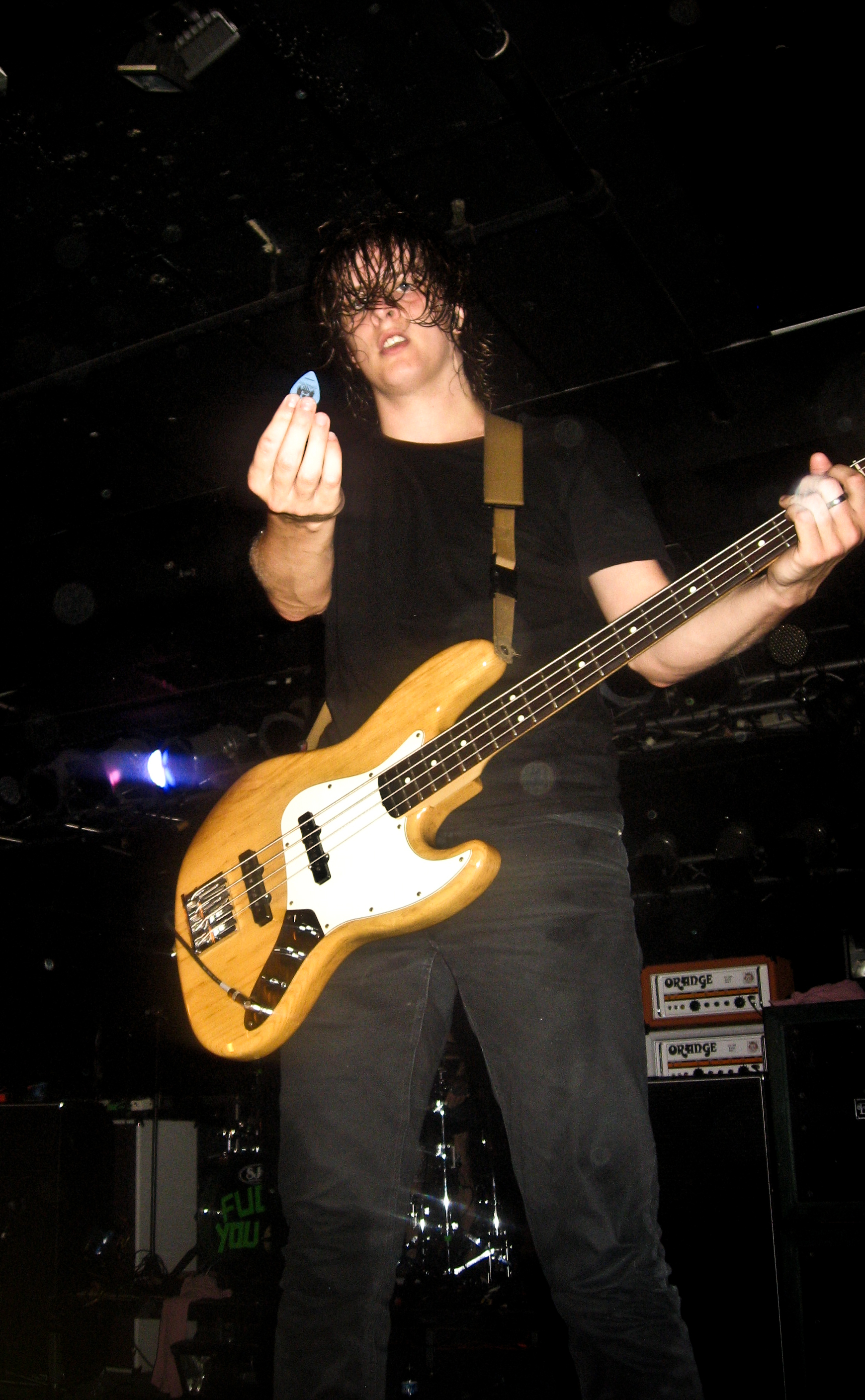
Baixista Matt Kean com Bring Me the Horizon

A gravadora britânica Visible Noise notou a banda após o lançamento de seu EP, e os assinou para um contrato de quatro álbuns, além de relançar o EP em janeiro de 2005. O relançamento ganhou atenção significativa da banda, eventualmente chegando ao número 41 nas paradas de álbuns do Reino Unido. A banda foi posteriormente premiada como Melhor Revelação Britânica na cerimônia de premiação do Kerrang! Awards.
A primeira turnê da banda foi abrindo para o grupo americano The Red Chord em todo o Reino Unido. Como em outras turnês anteriores, eles conseguiram essa vaga enganando os promotores do local. A mãe de Matt Kean e Oliver Sykes, Carol Sykes, eram os empresários de fato da banda nessa época, um papel que elas continuaram a ocupar até 2008. Para o apoio do The Red Chord, o baixista Kean mandou um e-mail para os promotores e fingiu que eles iriam estrear em todas as datas, quando deveriam tocar apenas no show local. Isso os levou a serem, por engano, reservados para toda a turnê. Em outro caso, Sykes criou uma conta de e-mail em nome do vocalista da banda de metalcore Johnny Truant, Oliver Mitchell, que ele usou para entrar em contato com um promotor solicitando o Bring Me the Horizon em sua turnê. O consumo de álcool afetou suas apresentações ao vivo no início de sua história, quando a banda ficava tão bêbada que vomitava no palco e danificava seu equipamento.

### Álbum de estreia:Count Your Blessings(2006-2007)

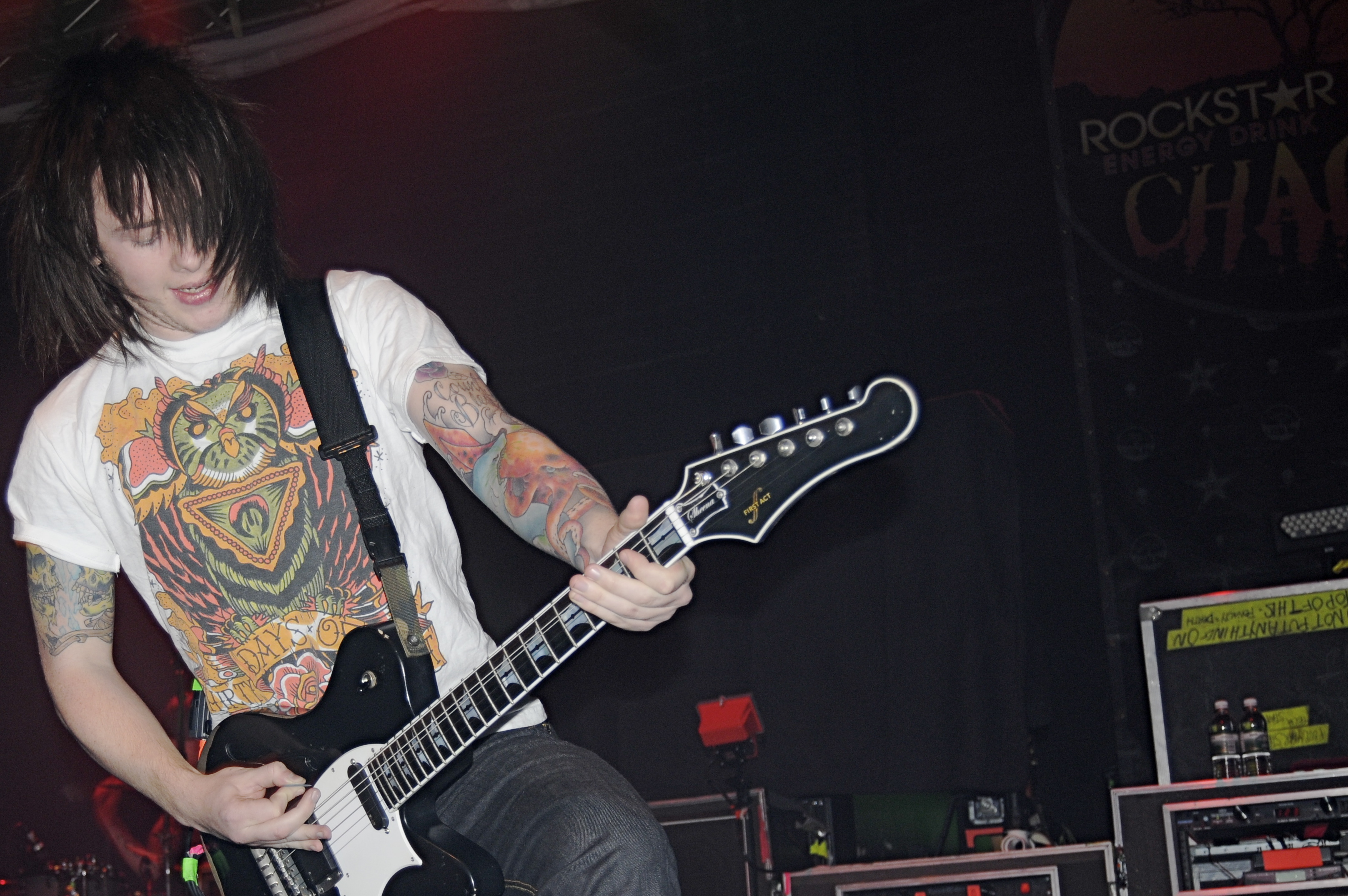
Lee Malia se apresentando com o Bring Me the Horizon

A banda lançou seu álbum de estreia, Count Your Blessings em outubro de 2006 no Reino Unido e em agosto de 2007 nos Estados Unidos. Eles alugaram uma casa no interior para escrever canções, mas facilmente se distraíram. Em seguida, eles gravaram o álbum no centro de Birmingham, um processo que foi acompanhado pelo consumo excessivo e perigoso de álcool. Durante este período, o baterista Nicholls resumiu dizendo "nós saíamos todas as noites, apenas sendo garotos normais de 18 anos". A maioria dos membros gravaram suas partes individualmente, invés de toda a banda junta, já que o estúdio no centro da cidade fez que os então garotos do Bring Me the Horizon se distraíssem facilmente. Os críticos foram negativos a respeito do álbum, adicionando às respostas fortemente polarizadas que a banda já estava recebendo do público.
Eles fizeram uma longa turnê para promover o Count Your Blessings pelo Reino Unido em novembro, e imediatamente após isso seguiram se juntando a Lostprophets e The Blackout em uma turnê também Reino Unido até o final de novembro e dezembro de 2006.
Em janeiro de 2007, Bring Me the Horizon foi capaz de ir além do Reino Unido, quando substituiu Bury Your Dead na turnê europeia do Killswitch Engage. A vaga foi disponibilizada depois que o grupo foi forçado a se retirar pela saída da banda de seu vocalista, Mat Bruso. A presença de Bring Me the Horizon na turnê foi mal recebida pelos fãs de Killswitch Engage, com os participantes do show regularmente jogando garrafas na banda antes mesmo de eles começarem a tocar seu set.

### Suicide Seasone partida de Curtis Ward (2008-2009)

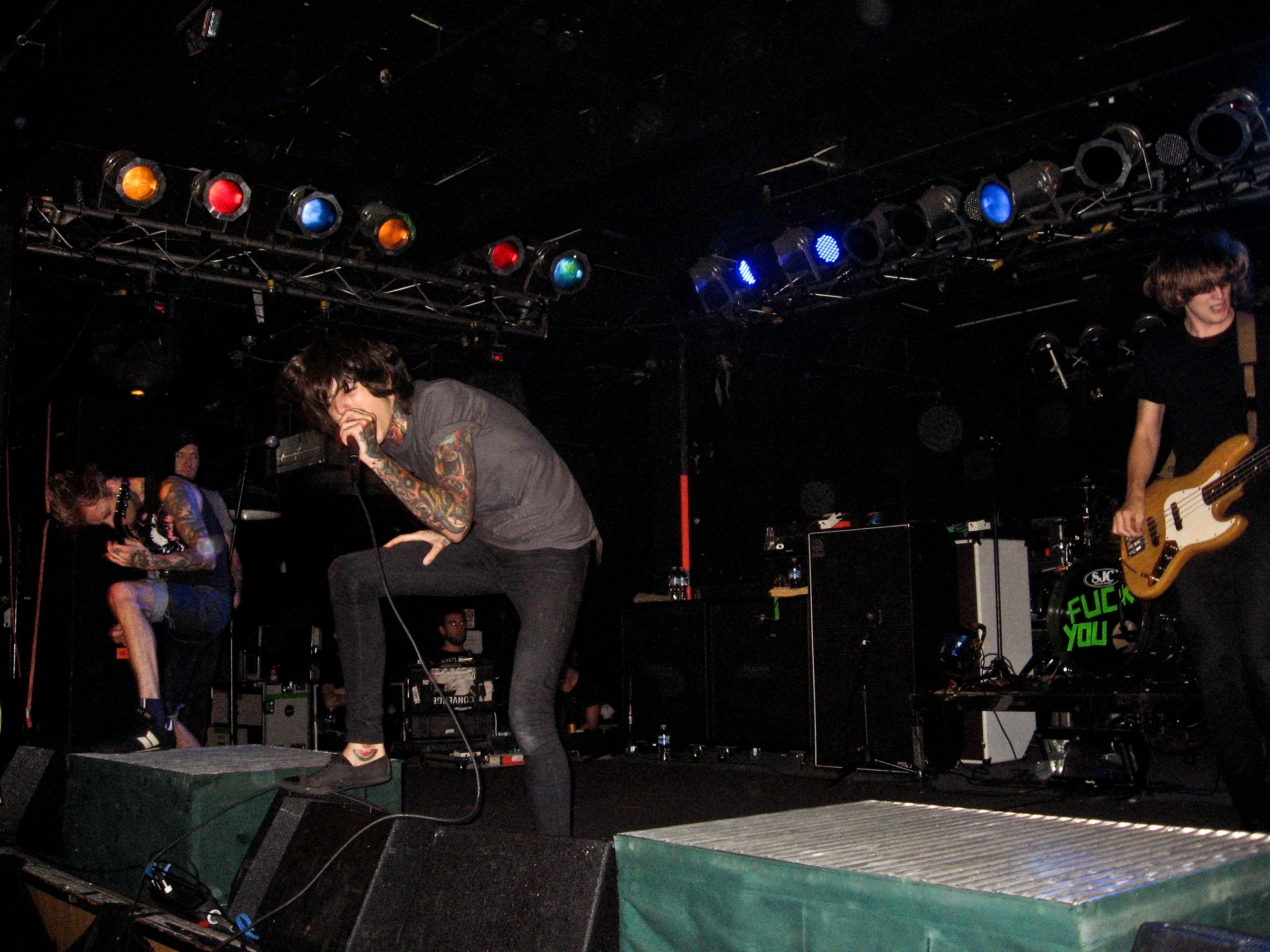
Bring Me The Horizon se apresentando em Baltimore, fevereiro de 2009

Bring Me the Horizon gravou seu segundo álbum de estúdio, Suicide Season, na Suécia com o produtor Fredrik Nordström. Ele não ficou impressionado com o primeiro álbum e inicialmente não comparecia às sessões de gravação, a menos que precisasse estar lá. Nordström mais tarde ouviu o novo som que eles estavam experimentando durante uma sessão de gravação e se envolveu muito no álbum. Foi promovido viralmente nas semanas antes de seu lançamento com o slogan promocional "Setembro é Temporada de Suicídio." Para promover o Suicide Season, a banda embarcou em sua primeira turnê nos Estados Unidos, assim como apareceu na Warped Tour 2008. Em maio de 2008, Bring Me the Horizon foi a principal banda de apoio na turnê australiana de despedida de I Killed the Prom Queen com The Ghost Inside e The Red Shore.
Suicide Season foi lançado em 18 de setembro de 2008 nos Estados Unidos pela Epitaph e em 29 de setembro na Europa pela Visible Noise. Em 2009, Bring Me the Horizon participou da Kerrang! Tour ao lado de Black Tide, Dir en grey, In Case of Fire e Mindless Self Indulgence. Eles também se juntaram a Thursday, Cancer Bats, Four Year Strong e Pierce the Veil na parte norte-americana da turnê Taste of Chaos de 2009 entre fevereiro a abril depois que o organizador da turnê Kevin Lyman lhes ofereceu a vaga. Inicialmente, a banda hesitou em participar desta turnê, mas foi convencida por Lyman assim que ele ofereceu um ônibus e 500 dólares em combustível.
O guitarrista australiano Jona Weinhofen se juntou à banda em 2009 após deixar o Bleeding Through.

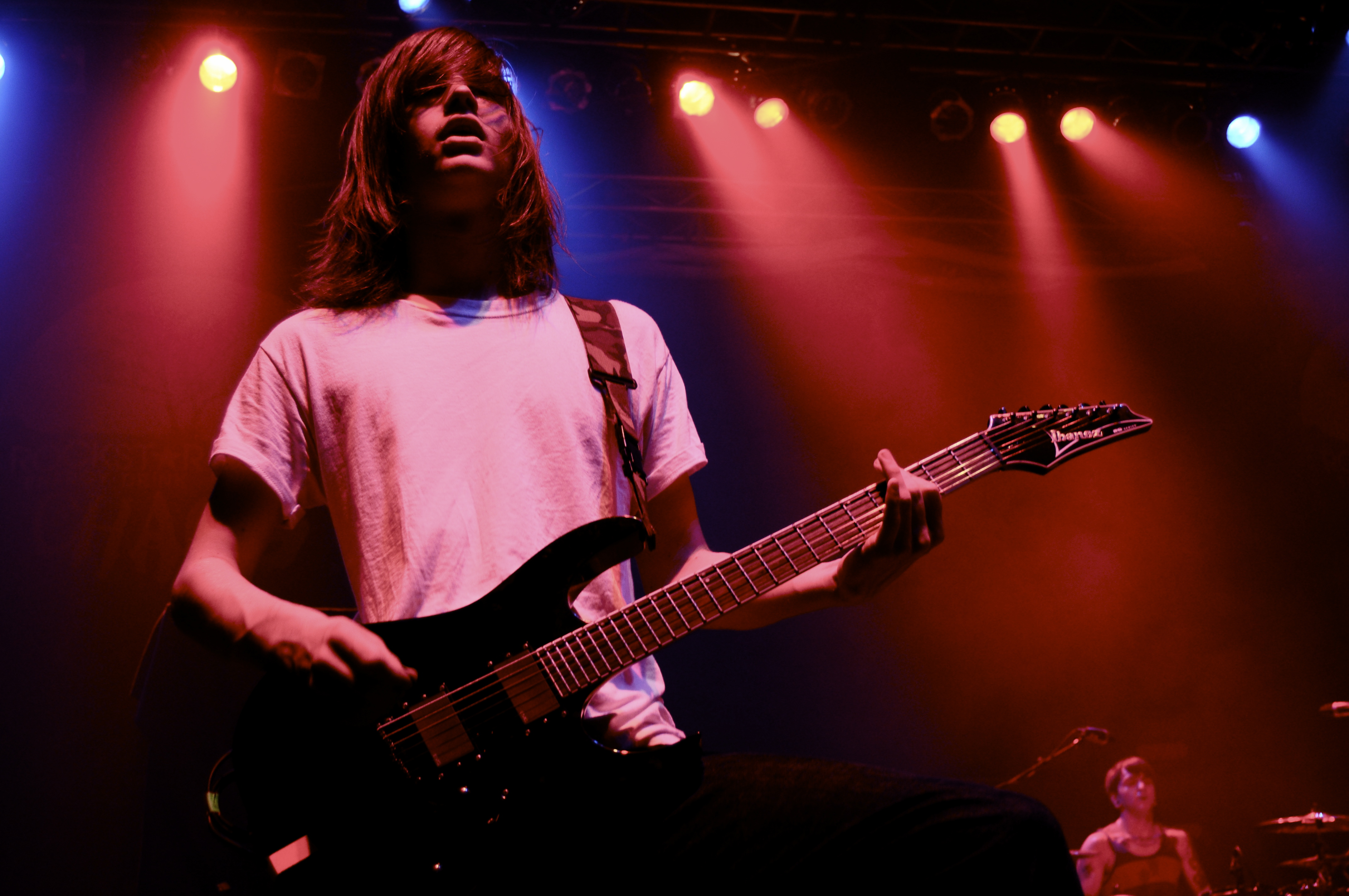
Guitarrista Curtis Ward se apresentando com o Bring Me the Horizon em 2009

Durante a turnê Taste of Chaos em março daquele ano, o guitarrista Curtis Ward deixou a banda. Seu relacionamento com a banda havia se deteriorado, pois suas performances no palco eram ruins. Ele abusou do público durante a turnê Taste of Chaos, e contribuiu muito pouco para a composição de Suicide Season. Outra razão para sua saída foi a piora do zumbido em seu único ouvido funcional. Ward nasceu surdo de um ouvido e admitiu que tocar na banda piorou seu problema de acufeno no outro ouvido a tal ponto que ele não conseguia dormir à noite. Ward se ofereceu para realizar o resto das datas da turnê, que a banda rejeitou e, em vez disso, pediu a seu técnico de guitarra, Dean Rowbotham, para substituí-lo pelas apresentações restantes. Lee Malia observou que a saída de Ward ajudou a melhorar o humor de todos, já que ele tinha sido muito negativo. Sykes escreveu uma música em que metaforicamente fala sobre a relação do Bring Me the Horizon e Curtis e como o próprio Sykes ficou desapontado com o ex-guitarrista que teria aturado sua expulsão da banda "como se não fosse nada", Blacklist é a nona faixa do terceiro álbum de estúdio da banda, There Is A Hell, Believe Me I've Seen It. There Is A Heaven, Let's Keep It A Secret sairia um ano após a deixa de Ward ao grupo. Uma semana após o término da turnê, Sykes começou a conversar com Jona Weinhofen, na época o guitarrista do Bleeding Through. A banda o conhecia por meio de seu trabalho com sua banda anterior, I Killed the Prom Queen, e ele foi convidado a se juntar a eles. Desde então, Ward trabalhou no programa de TV Top Gear, e ocasionalmente se apresentou no palco com Bring Me The Horizon, tocando "Pray For Plagues", mais notavelmente na Wembley Arena em 2015. Em 2016, foi anunciado que Ward havia se juntado à banda Counting Days.
Em novembro de 2009, Bring Me the Horizon lançou uma versão remixada de Suicide Season, intitulada Suicide Season: Cut Up! Músicos e produtores incluídos no álbum são: Ben Weinman, Skrillex, L'Amour La Morgue, Utah Saints e Shawn Crahan. Musicalmente, o álbum incorpora muitos gêneros, incluindo: eletrônica, drum and bass, hip-hop e dubstep. O estilo dubstep do álbum foi reconhecido nas faixas de Tek-One e Skrillex, enquanto os elementos de hip-hop são encontrados no remix de Travie McCoy de "Chelsea Smile".

### There Is a Hell...eThe Chill Out Sessions(2010–2011)

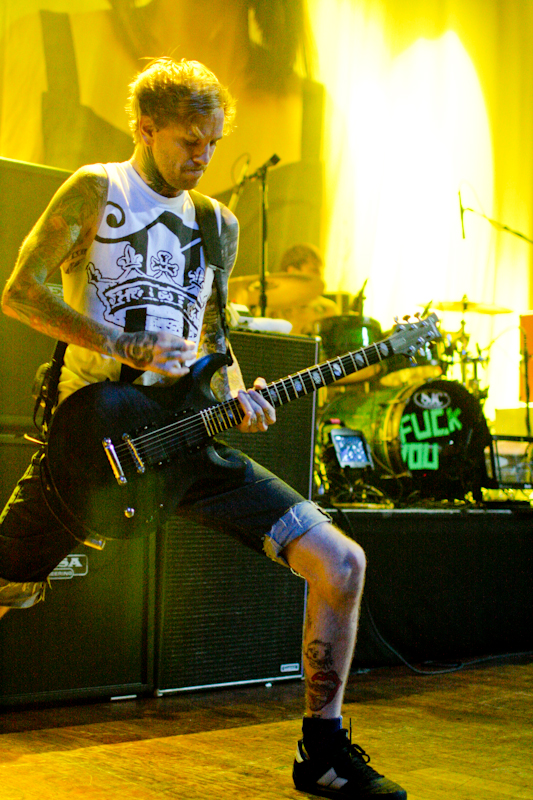
Jona Weinhofen, se apresentando com o Bring Me the Horizon em 2009

O terceiro álbum da banda, e primeiro com seu novo guitarrista Jona Weinhofen, intitulado There Is a Hell Believe Me I've Seen It. There Is a Heaven Let's Keep It a Secret.. Foi lançado em 4 de outubro de 2010 e estreou no número 17 na Billboard 200 nos Estados Unidos, número 13 na UK Album Chart, e número um no Australian Albums Chart, o UK Rock Chart e o UK Indie Chart. Apesar de alcançar o número um na Austrália, as vendas do álbum foram as mais baixas para um álbum número um na história das paradas da Australian Recording Industry Association (ARIA).
Em abril de 2011, Bring Me the Horizon embarcou em uma turnê europeia, começando no Reino Unido. Eles fizeram turnê com Parkway Drive e Architects, como principais bandas de apoio, com The Devil Wears Prada como banda de abertura para o Reino Unido e o grupo de dubstep Tek-One. A turnê, no entanto, teve seus obstáculos. Em 28 de abril, Nicholls quebrou o braço enquanto jogava futebol com membros do Bring Me the Horizon, Parkway Drive e Architects. Em vez de cancelar a turnê, o baterista do Architects Dan Searle ocupou o lugar de baterista, mas isso significou que a setlist de Bring Me the Horizon foi reduzida pela metade. A turnê foi estendida com uma parte norte-americana de 13 de agosto a 4 de outubro, mantendo a Parkway Drive e Architects e adicionando Deez Nuts à formação. Em 23 de agosto, eles lançaram o quarto videoclipe e single, "Visions", e em 31 de outubro o videoclipe para a música "Alligator Blood" foi lançado.
Matt Nicholls descreve os temas líricos de There Is a Hell... como sendo "repercussões de tudo o que cantamos em nosso último CD [Suicide Season]", chamando a música e as letras muito mais temperamentais e sombrias. Cinco singles foram lançados do álbum, incluindo: "It Never Ends", "Anthem", "Blessed with a Curse", "Visions" e "Alligator Blood", com videoclipes produzidos para cada uma das canções. A banda embarcou em uma turnê em locais íntimos por todo o Reino Unido com o apoio de Cancer Bats e Tek-One. Em dezembro de 2010, Bring Me the Horizon se juntou ao Bullet for My Valentine como a banda de suporte principal, ao lado de Atreyu, em uma curta turnê de cinco datas em uma arena pelo Reino Unido. Para lidar com a alta demanda, a organizadora Live Nation lançou ingressos extras permanentes para todas as datas.
Em dezembro de 2011, Machine Head completou uma turnê em arena pela Europa com Bring Me the Horizon como banda de suporte principal, junto com DevilDriver e Darkest Hour. Oliver Sykes disse que essas seriam as últimas datas europeias antes de começarem a escrever e gravar seu quarto álbum. 2011 terminou com o anúncio da banda em 29 de dezembro de uma novo Extented Play intitulado The Chill Out Sessions, um esforço colaborativo com o DJ britânico Draper. Draper lançou pela primeira vez um remix "oficialmente sancionado" da canção "Blessed with a Curse" em maio de 2011. O EP deveria ser lançado originalmente a tempo para o dia de Ano Novo, e disponibilizado para download e compra através do site do Bring Me the Horizon, mas o lançamento do EP foi cancelado devido à "atual gestão e situação da gravadora" da banda.

### Sempiternale saída de Jona Weinhofen (2012–2014)
Depois de uma intensa turnê, Bring Me the Horizon finalmente completou a divulgação de seu terceiro álbum no final de 2011. Eles voltaram ao Reino Unido para uma pausa prolongada e, eventualmente, começaram a trabalhar em seu próximo álbum. Muito parecido com seus dois álbuns anteriores, eles escreveram seu quarto álbum em reclusão e isolamento para manter o foco. Desta vez, eles se retiraram para uma casa no Lake District. Em julho, a banda começou a publicar imagens suas gravando em um 'Top Secret Studio Location,' e revelou que estava trabalhando com o produtor Terry Date para a gravação e produção do álbum. Em 30 de julho, a banda anunciou que havia deixado sua gravadora e assinado com a RCA, que lançaria seu quarto álbum em 2013. A banda tocou apenas três shows em todo o ano de 2012: Warped Tour 2012 em 10 de novembro no Alexandra Palace em Londres, (inicialmente se acreditava ser seu único show), a Radio 1 Rocks show em 22 de outubro, onde tocaram um set de seis canções de apoio ao Bullet for My Valentine, e em um show de aquecimento para a Warped Tour em Sheffield em 9 de novembro. No final de outubro, foi anunciado que o quarto álbum se chamaria Sempiternal com um lançamento provisório no início de 2013. Em 22 de novembro, a banda lançou o álbum colaborativo do DJ Draper, The Chill Out Sessions, gratuitamente.

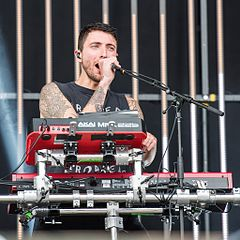
Tecladista Jordan Fish, se juntou ao Bring Me The Horizon em 2013

Em 4 de janeiro de 2013, Bring Me the Horizon lançou o primeiro single do Sempiternal, "Shadow Moses". Foi tocada pela primeira vez pelo apresentador de rádio Daniel P. Carter na Rádio 1 da BBC. Devido à demanda popular, a Epitaph lançou o videoclipe para a música uma semana antes do planejado. Em janeiro, a banda também viu uma mudança em sua formação. Isso começou no início do mês, quando Jordan Fish, tecladista do projeto musical Worship e músico de sessão da banda durante a composição de Sempiternal, foi anunciado como membro permanente. Então, no final do mês, Jona Weinhofen deixou a banda. Apesar da banda negar as especulações de que Fish substituiu Weinhofen, críticos disseram que substituir um guitarrista por um tecladista se encaixa melhor em seu estilo.
O grupo foi confirmado em várias apresentações em festivais em fevereiro. Eles tocaram no festival Australian Soundwave, apresentando-se em todas as cinco datas em: Brisbane, Sydney, Melbourne, Adelaide e Perth, e então no RAMFest na África do Sul com Rise Against em março,  os festivais Rock Am Ring e Rock im Park na Alemanha em junho, e de junho até agosto eles tocaram Warped Tour 2013 nos EUA e Canadá. Para coincidir com o lançamento de Sempiternal em 29 de abril, a banda fez sua primeira turnê no Reino Unido em 18 meses com Crossfaith e Empress AD.
Em apoio ao Sempiternal, a banda viajou pela Austrália com Of Mice & Men e Crossfaith, fazedo uma turnê britânica com Pierce The Veil e Sights & Sounds. Eles então completaram a American Dream Tour na América do Norte, com o apoio de Of Mice & Men, Issues, letlive e Northlane. A banda foi anunciada como o principal patrocinador da banda americana A Day to Remember em sua "Parks & Devastation Tour" pela América do Norte em setembro e outubro, junto com os artistas de apoio Motionless in White e Chiodos. A banda se apresentou na Wembley Arena em Londres em 5 de dezembro com os artistas de apoio Young Guns, Issues e Sleepwave, que foi gravado e lançado como um álbum/DVD ao vivo.
Mais tarde em 2014, a banda lançou duas novas faixas, intituladas "Drown" em 21 de outubro, como um single autônomo, e "Don't Look Down" em 29 de outubro, como parte da nova coletânia do filme Drive.

### That's the Spirite show no Royal Albert Hall (2015–2017)

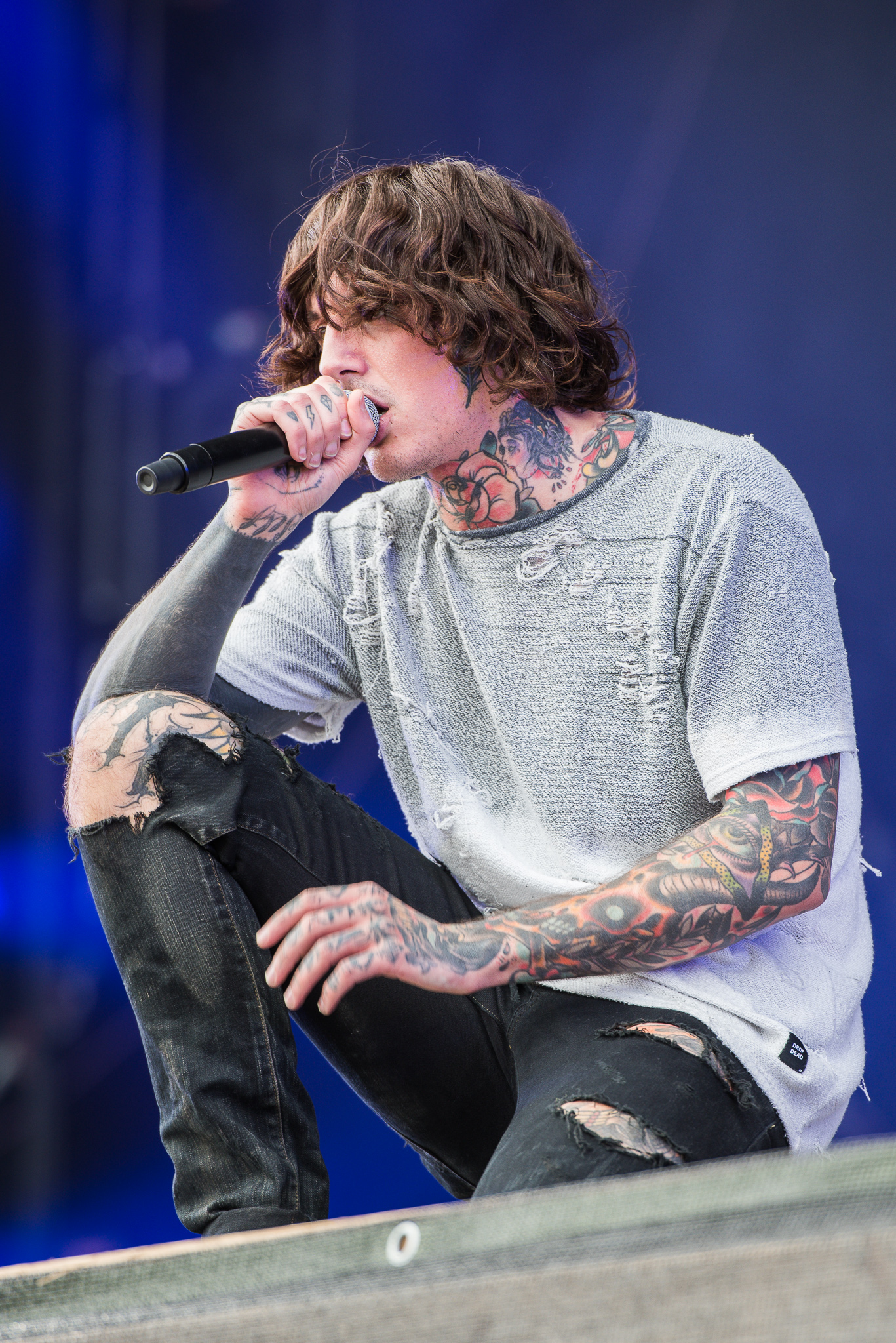
Oliver Sykes se apresentando com o BMTH em 2016, no Rock im Park.

No final de junho do ano de 2015, Bring Me the Horizon começou a promover fotos de um símbolo de guarda-chuva sendo usado como tatuagem, e em adesivos e pôsteres em toda a Inglaterra, Estados Unidos, Austrália e Europa; mais tarde, foi usado para uma capa promocional para o primeiro single do novo álbum. O grupo lançou um pequeno vídeo no início de julho, onde as palavras "That's the Spirit" (esse é o espírito) podiam ser ouvidas ao contrário. Em 13 de julho de 2015, o single promocional "Happy Song" foi lançado na página Vevo da banda, e em 21 de julho de 2015, Sykes revelou que o nome do álbum era That's the Spirit. A banda lançou o single e o videoclipe de "Throne" em 23 de julho de 2015, e outra faixa promocional do álbum, intitulada "True Friends", foi lançada em 24 de agosto de 2015. O álbum foi lançado em 11 de setembro de 2015 com aclamação da crítica. Isso levou a vários videoclipes, incluindo "Drown", "Throne", "True Friends", "Follow You", "Avalanche" e "Oh No".
O grupo embarcou em uma turnê nos Estados Unidos em outubro de 2015 com o apoio da banda de metalcore Issues e da banda de rock PVRIS. A banda também fez uma turnê pela Europa em novembro de 2015 e embarcou em uma segunda turnê nos Estados Unidos em abril e maio de 2016. Isso foi seguido por uma turnê australiana em setembro de 2016 e uma segunda turnê europeia em novembro de 2016.
Em 22 de abril de 2016, Bring Me the Horizon realizou um concerto ao vivo com uma orquestra conduzida por Simon Dobson no Royal Albert Hall em Londres. O show marcou a primeira vez que a banda se apresentou com uma orquestra ao vivo. Foi gravado, e o álbum ao vivo, Live at the Royal Albert Hall, foi lançado em 2 de dezembro de 2016 através da plataforma de crowdfunding PledgeMusic em CD, DVD e vinil, com todos os rendimentos doados ao Teenage Cancer Trust. Após o show, Fish insinuou a possibilidade de fazer uma turnê completa com uma orquestra, dizendo: "Parece quase uma pena fazer todo esse esforço por meses e meses para apenas uma noite."

### Amo(2018–2019)

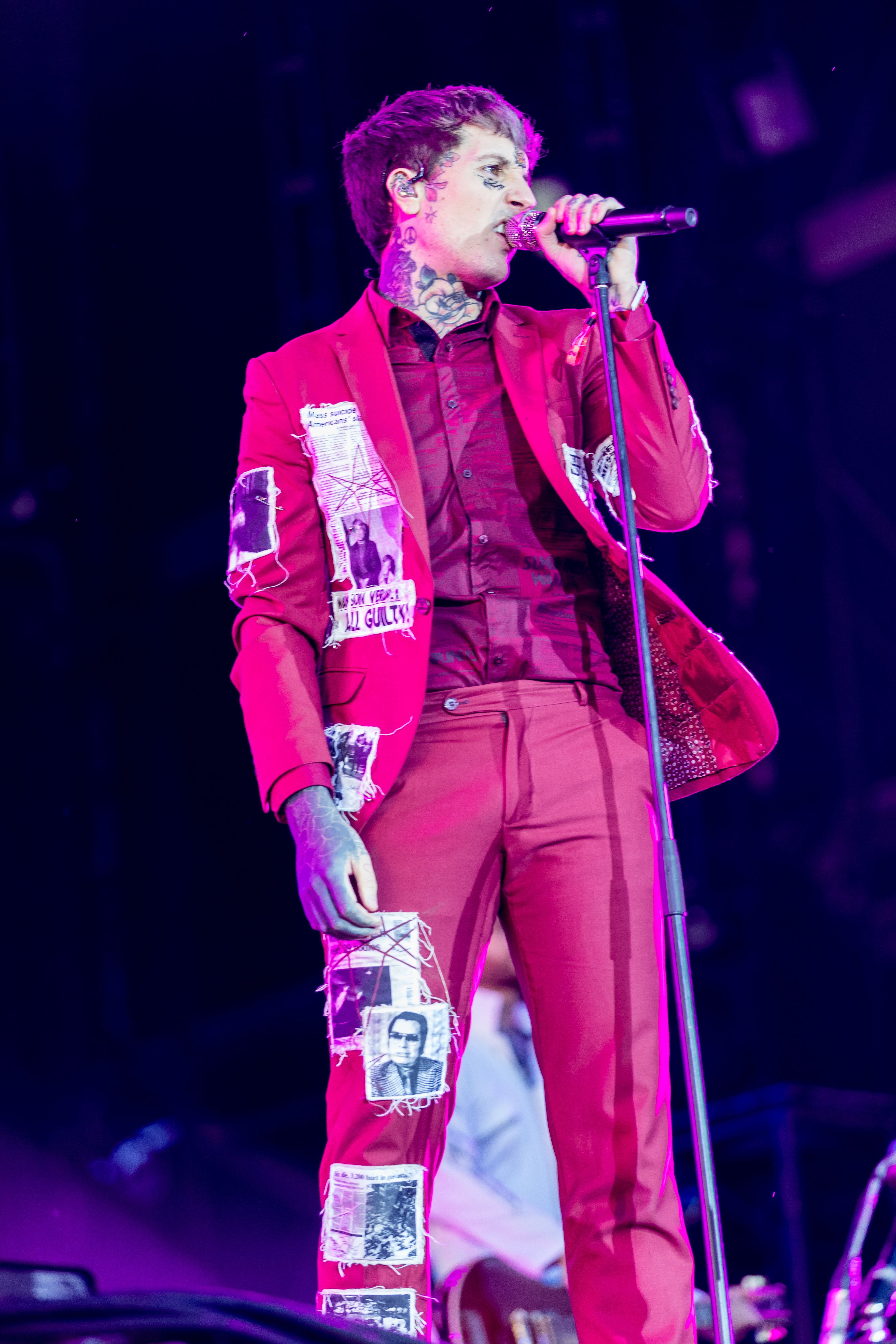
Oliver Sykes perfomando o álbum amo no festival Rock am Ring, em 2019.

Em agosto de 2018, pôsteres crípticos apareceram nas principais cidades do mundo com a mensagem "você quer começar um culto comigo?". Os cartazes foram atribuídos pela grande mídia à banda apenas pelo uso do logotipo de um hexagrama anteriormente usado pelo Bring Me The Horizon. Durante esse tempo, a própria banda não reconheceu seu envolvimento com a campanha publicamente. Cada pôster forneceu um número de telefone exclusivo e um endereço de site. O site forneceu uma breve mensagem intitulada "Um convite para a salvação" e mostra a data de 21 de agosto de 2018. As linhas telefônicas colocaram os fãs em espera com mensagens de áudio longas e variadas que mudavam com frequência. Algumas dessas mensagens terminam supostamente com um clipe de áudio distorcido do que foi considerado ser uma nova música da banda.
A banda lançou o single principal do novo álbum "Mantra" em 21 de agosto. No dia seguinte, anunciaram seu novo álbum Amo, previsto para 11 de janeiro de 2019, junto com um conjunto de datas de uma turnê chamada First Love World Tour. Em 21 de outubro, a banda lançou seu segundo single "Wonderful Life" com Dani Filth, junto com a tracklist de Amo. No mesmo dia, o grupo anunciou que o álbum foi adiado e remarcado para 25 de janeiro de 2019.
Em 1º de dezembro, foi relatado que, durante um show no Ally Pally, um fã morreu no fosso e foi escoltado por paramédicos e seguranças. Um dia depois, foi confirmado pela banda com uma declaração: "Palavras não podem expressar o quão horrorizado estamos nos sentindo esta noite depois de ouvir sobre a morte de um jovem em nosso show ontem à noite. Nossos corações e profundas condolências vão para sua família e entes queridos neste momento terrível. Vamos comentar mais no devido tempo."
Em 3 de janeiro de 2019, a banda lançou o terceiro single do novo álbum "Medicine" e seu videoclipe correspondente. Em 22 de janeiro, três dias antes do lançamento do álbum, a banda lançou o quarto single "Mother Tongue". Em 24 de janeiro, a banda lançou o quinto single "Nihilist Blues" com a participação de Grimes.
Em 26 de julho, a banda lançou o sexto single "Sugar Honey Ice & Tea" ao lado de um videoclipe. Em 21 de outubro, a banda lançou o sétimo single "In the Dark" junto com um videoclipe com Forest Whitaker. Em 6 de novembro, a banda lançou a música "Ludens", que faz parte da trilha sonora de Death Stranding: Timefall, junto com a notícia de que a banda está planejando nunca lançar um álbum novamente e, em vez disso, deseja lançar EPs. Em 27 de dezembro, a banda lançou Music to Listen to~Dance to~Blaze to~Pray to~Feed to~Sleep to~Talk to~Grind to~Trip to~Breathe to~Help to~Hurt to~Scroll to~Roll to~Love to~Hate to~Learn Too~Plot to~Play to~Be to~Feel to~Breed to~Sweat to~Dream to~Hide to~Live to~Die to~Go To sem qualquer anúncio prévio.

### Post Human: Survival Horror & Next Gen(2020–presente)
Em 20 de março de 2020, Bring Me the Horizon compartilhou que eles estavam em um estúdio caseiro, escrevendo e gravando material para seu oitavo álbum e que iria ser um EP, com parte dele sendo co-produzida por Mick Gordon. Em 25 de junho, a banda lançou o single "Parasite Eve" junto de seu videoclipe. No mesmo dia, a banda também anunciou um projeto no qual eles estão trabalhando, intitulado Post Human, no qual eles disseram ser quatro EPs lançados ao longo do próximo ano que, quando combinados, formariam um álbum. Em 2 de setembro, a banda colaborou com o cantor inglês Yungblud em um single colaborativo intitulado "Obey" e seu videoclipe correspondente. Em 14 de outubro, a banda anunciou oficialmente através de redes sociais que Post Human: Survival Horror seria lançado em 30 de outubro de 2020. Em 22 de outubro, uma semana antes da data de lançamento, o quarto single "Teardrops" foi lançado, junto com um videoclipe que o acompanha.
Em dezembro de 2020, Fish disse que a banda estava escrevendo "intermitentemente" e estariam planejando o próximo lançamento no começo de 2021. Ele também contou sobre o plano original de lançamento do grupo, dizendo que eles planejavam "fazer quatro EPs em um ano, mas [Post Human: Survival Horror] era quase um álbum, então acho que o intervalo entre eles será um pouco maior que o esperado, só porque eles provavelmente ficarão maiores que o esperado." Após ser lançado em formato físico em 22 de janeiro de 2021, Post Human: Survivor Horror voltou para as paradas e alcançou um novo pico, tornando o segundo álbum da banda número um no Reino Unido pela UK Albums Chart. Dois anos antes, Amo seria o primeiro a alcançar este feito. A banda colaborou com a cantora Olivia O'Brien na música "No More Friends". A canção é do EP de O'Brien Episodes: Season 1, o qual foi lançado em 11 de junho de 2021.
Em 2 de setembro de 2021, a banda anunciou o lançamento de um novo single, "Die4U", o qual foi lançado em 16 de setembro. Em 8 de dezembro, a banda foi anunciada como co-headliner junto com Arctic Monkeys na edição de 2022 do Festival de Reading e Leeds, sendo atração principal pela primeira vez. Em entrevista ao website NME, Sykes disse o que pensava sobre ser atração principal de Reading e Leeds e também o que esperar da setlist da banda:
É louco para caralho né? Eu nunca estive tão animado. Quando recebemos o e-mail eu fiquei tipo, sério? Isso não é real. E também Arctic Monkeys? Vai ser foda demais, parece que teremos um line-up mais rock ano que vem. Alguns dos fãs do Reading & Leeds de 10 anos atrás estão tipo, 'Ah, não é mais o mesmo!' Esse parece ser o line-up apropriado para Reading & Leeds, entende? Nós vamos com tudo. Vamos ter certeza que será insano. Eu sempre disse que tocaríamos quando tivessemos a chance e ela finalmente chegou. Temos as músicas, temos os hits e podemos não ser um nome familiar, mas eu sei que podemos fazer um show digno de um festival.
Em fevereiro de 2022, foi relatado que a banda contribuiria com a trilha sonora e faria o tema principal de Gran Turismo 7. Em 4 de fevereiro, a banda lançou sua versão de "Moon Over the Castle" como um single antes da data prevista devido a um vazamento. Durante o Brit Awards de 2022, a banda foi apresentada como um ato surpresa para tocar "Bad Habits" junto de Ed Sheeran. A versão de estúdio de "Bad Habits" foi lançada en 17 de fevereiro. Em 16 de março, a banda participou de "Maybe", quarto single do álbum de Machine Gun Kelly, Mainstream Sellout. Ele se tornou a primeira música da banda a chegar na Billboard Hot 100, estreando em #91 e chegando a #68. Em 26 de março, a banda lançou um teaser de uma colaboração com o rapper australiano Masked Wolf em suas redes sociais chamada "Fallout", lançada em 1º de abril de 2022. Em 21 de abril, a banda participou do single "Bad Life" da cantora norueguesa Sigrid, como parte de seu álbum How to Let Go.
Durante um evento de Bring Me the Horizon em Malta em 26 de maio, a banda apresentou o single inédito "Strangers" pela primeira vez. Em 22 de junho, a banda oficialmente anunciou o lançamento do single no dia 6 de julho. O single foi lançado junto com um clipe musical. Bring Me the Horizon foi headliner do festival australiano Good Things em dezembro. Em 4 de maio de 2023, a banda lançou o single "Lost". Em 1º de junho de 2023, a banda lançou o single "Amen!" com participação de Daryl Palumbo, da banda Glassjaw, e Lil Uzi Vert. No dia 10 de junho de 2023, a banda anunciou o segundo lançamento da série "Post Human", intitulado Post Human: Nex Gen, que estava programado para ser lançado em 15 de setembro de 2023. No entanto, em 24 de agosto, Sykes anunciou através de uma declaração em suas redes sociais que o lançamento estava sendo adiado devido a "circunstâncias imprevistas" que haviam deixado a banda "incapaz de concluir o álbum no padrão com o qual estaríamos satisfeitos". A banda lançou o quinto single do álbum, "Darkside", em 13 de outubro. Em 22 de dezembro de 2023, Bring Me the Horizon anunciou que Jordan Fish se separou da banda. Em 5 de janeiro de 2024, o grupo lançou o sexto single do álbum, "Kool-Aid". Após um longo atraso, Post Human: Nex Gen foi lançado em formatos digitais em 24 de maio de 2024. Bring Me the Horizon apresentará um show no Brasil em 30 de novembro, no Allianz Parque, considerado por eles "o maior show de sua carreira", acompanhado das bandas The Plot in You, Motionless in White e Spiritbox. Devido à alta demanda, um menor show extra foi anunciado.

## Estilo musical e influências
Entre as primeiras influências de Bring Me the Horizon estavam bandas como At the Gates, Carcass, Pantera, Metallica, The Dillinger Escape Plan, Every Time I Die, Norma Jean, Skycamefalling e Poison the Well; e gêneros death metal, grindcore e emo foram citados pelo escritor do AllMusic Steward Mason. No entanto, com o desenvolvimento do som, a banda começou a receber influências do rock progressivo, post-rock, dubstep e música eletrônica. O estilo musical da banda foi descrito principalmente como metalcore e - embora eles tenham mudado desde o gênero - seu material inicial foi considerado deathcore. Ao longo de sua carreira, a banda também tocou dentro dos gêneros metal alternativo, rock alternativo, pop rock, rock eletrônico, hard rock, heavy metal, post-hardcore, pop, nu metal, electropop, hip hop, EDM, arena rock, melodic metalcore, electronicore, electronica, screamo, hardcore punk, techno metal e emo.
A cada álbum, o Bring Me the Horizon tende a mudar suas sonoridade características e influências, acreditando que eles sempre deveriam ser "diferentes". Seu álbum de estreia, Count Your Blessings foi recebido pela crítica como um estilo "estrondoso", comparado a bandas como Norma Jean, além de um som "agressivo, violento e desagradável[...]". Já seu segundo álbum, o Suicide Season um "sucesso crativo, crítico e comercial" para a banda. O som amplamente descrito como um "deathcore extremo e pesado" rapidamente perde espaço para o Bring Me the Horizon em prol de um som caracteristicamente mais eclético. Antes do lançamento, Oliver Sykes descreveu como "100% diferente do Count Your Blessings" além de observar que o álbum soaria "mais rock do que metal". Com o passar do tempo, Bring Me the Horizon começou a rejeitar seu álbum de estreia Count Your Blessings e considerou o Suicide Season como seu "ano zero".
Bring Me the Horizon se afastou ainda mais do deathcore com seu terceiro álbum, There Is a Hell..., que incorporou eletrônica, música clássica e música pop em seu estilo metalcore. Isso exigiu feitos de produção mais ambiciosos, como o uso de um coro completo, uma orquestra sintetizada e vocais distorcidos, favorecendo passagens atmosféricas silenciosas nas quebras de música. Para a composição de Sempiternal, a banda reuniu influências muito mais amplas, como atos post-rock como This Will Destroy You e Explosions In The Sky e da música pop.
Bring Me the Horizon tem feito experiências com sua música nos últimos anos, misturando pop com metal, levando a banda a ser rotulada como um ato de "pop metal". Com o lançamento de That's the Spirit, seu som mudou para rock eletrônico, metal alternativo e rock alternativo, também incorporou outros gêneros, como pop rock e nu metal, enquanto abandonava completamente o som metalcore de seus álbuns anteriores.

### Processo de composição e gravação de músicas
Em todas as notas dos álbuns da banda, todas as letras do Bring Me the Horizon são creditadas ao vocalista principal, Oliver Sykes, enquanto os cinco membros da banda são creditados pela composição da música. Com exceção de Count Your Blessings, a banda sempre escreveu em uma localidade isolada para evitar distrações. As letras de Oliver Sykes têm uma forte sensação de catarse para ele. Ele se baseia principalmente em experiências pessoais e descreve as performances ao vivo da banda como terapêuticas. Em 2006, quando questionado sobre as letras de Count Your Blessings, que foram criticadas por se concentrarem exclusivamente em desilusões amorosas e outros temas considerados "superficiais e vazios", ele respondeu: "Minha vida nunca foi tão ruim, então eu não tenho muito do que falar". Os membros da banda descreveram como o álbum de estreia foi escrito em áreas urbanas da cidade de Birmingham, enquanto eram pressionados a escrever e gravar canções dentro dos prazos pequenos. Isso resultou na insatisfação da banda com o produto final. No entanto, no processo de escrita de Suicide Season, a banda percebeu que preferia escolher locais com menos contato humano para se concentrar na música; eles escreveram o segundo álbum em uma região rural da Suécia. Durante a escrita de Suicide Season, o ex-guitarrista rítmico fundador Curtis Ward escreveu apenas dois riffs de suas partes de guitarra no álbum, dependendo principalmente de Lee Malia para escrever todas as linhas de guitarra do álbum.
Lee Malia afirmou que o processo de escrita típico envolve Oliver Sykes escrevendo a estrutura principal das músicas, seguido por Malia escrevendo o riff de guitarra principal a ser usado. A partir daí, eles colaborariam para aprimorar seu trabalho e, posteriormente, incluir o resto da banda na escrita da música restante. A dinâmica de escrita de Sempiternal geralmente contava com Sykes, Malia e o recém-introduzido membro Jordan Fish. Malia sentiu que, com a influência de Fish no álbum, foi incentivado a criar riffs de guitarra de forma mais inspirada e mais complexa. Enquanto todos eles deram uma pausa antes de escrever seu quarto álbum, sentiram menos necessidade de se isolarem em um local afastado para escreverem suas músicas.

### Imagem e legado
Nos primeiros anos da banda, eles foram elogiados por sua astúcia nos negócios ao venderem mercadorias por correio e não dependerem das vendas em shows ao vivo. A imagem do Bring Me the Horizon tem sido caracterizada pela personalidade dominante do vocalista e frontman Oliver Sykes, e ele frequentemente foi visto como o "garoto-propaganda" da banda, suportando a maior parte da controversa reputação do grupo. Em seus primeiros anos, a imagem do Bring Me the Horizon era notoriamente caracterizada pelo senso de moda de seus membros e o uso de calças skinny, camisetas com logotipos de bandas de death metal na frente e cabelos coloridos/alisados. A imagem da banda se encaixava no que era chamado de moda "scene". O efeito de sua estética de moda mostrou às pessoas, na perspectiva do promotor de shows Iain Scott, que "você não precisa parecer um metaleiro diabólico para gostar de metal ou tocar em uma banda de metal". No entanto, sua aparência voltada para a moda lhes rendeu a etiqueta de "estilo sobre substância", significa que a banda foi mais reconhecida e criticada por sua aparência, moda e polêmicas do que pela qualidade de sua música ou seu trabalho artístico real.
Muitas polêmicas que ocorreram nos primeiros anos tiveram grande impacto nas percepções públicas da banda, particularmente um incidente em 2007 na casa de shows Rock City em Nottingham, quando uma fã alegou que Oliver Sykes havia urinado nela. As acusações foram retiradas devido à falta de evidências das imagens das câmeras de segurança na área. Houve vários exemplos documentados de violência contra a banda durante seus shows ao vivo, incluindo Sykes sendo atingido por spray de pimenta no palco e pessoas subindo ao palco para agredir a banda.
Apesar da controvérsia em torno de sua imagem, vários jornalistas creditaram a banda como uma das bandas pesadas mais inovadoras do Reino Unido. Em 2012, apenas quatro anos após o lançamento de Suicide Season, o álbum foi introduzido no Hall da Fama da Rock Sound, sendo creditado como uma influência significativa nas obras de bandas como Asking Alexandria, The Ghost Inside e While She Sleeps. Foi creditado como influência para contemporâneos do metalcore, como Architects em "Hollow Crown", com sua incorporação de teclados e programação, e "Dead Throne" de The Devil Wears Prada por seu som mais experimental e divisivo. Em uma entrevista à Kerrang!, o guitarrista Lee Malia observou que a banda queria ser um pouco mais experimental, dizendo: "Eu sempre acho que estivemos um ano à frente de bandas que estão apenas vendo o que é legal e então copiando."
A banda causou mais controvérsia em fevereiro de 2016, quando Oliver Sykes destruiu a mesa do grupo Coldplay no NME Awards de 2016 durante uma apresentação ao vivo da música "Happy Song" do Bring Me the Horizon. Embora algumas pessoas tenham pensado que a destruição da mesa se deu por causa de uma rixa anterior entre as duas bandas relacionada à arte de capa de álbum semelhante, Sykes posteriormente afirmou que o ato não foi um ato de "protesto" e sugeriu que foi uma "pura coincidência" que o Coldplay estava sentado na mesa que ele pisoteou. O vocalista do Coldplay, Chris Martin, admitiu que nunca tinha ouvido falar do Bring Me the Horizon antes do incidente e riu da situação, afirmando que "foi ótimo, muito 'rock and roll'".

## Membros

Bring Me the Horizon ao vivo no Rock im Park em 2016
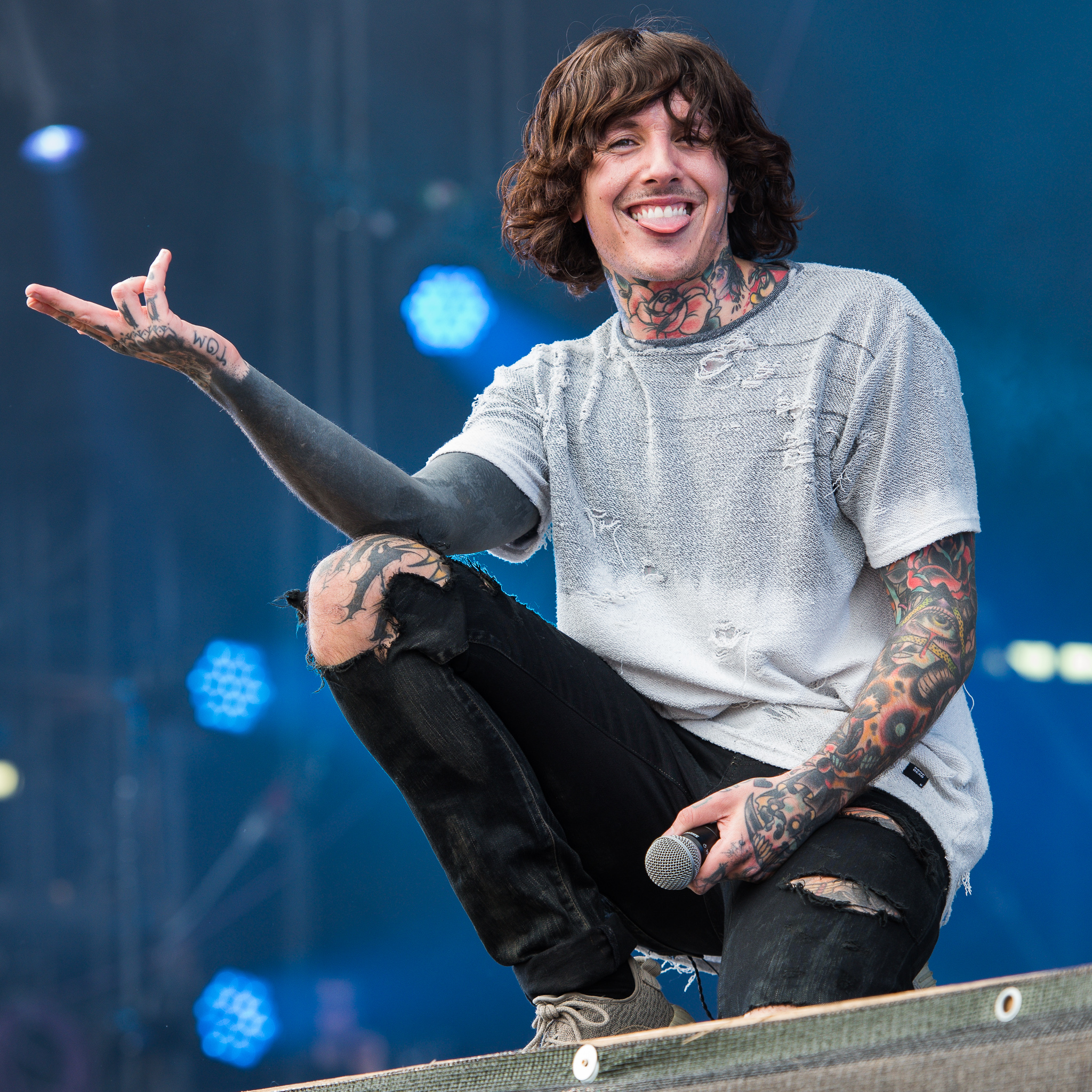
Oliver Sykes
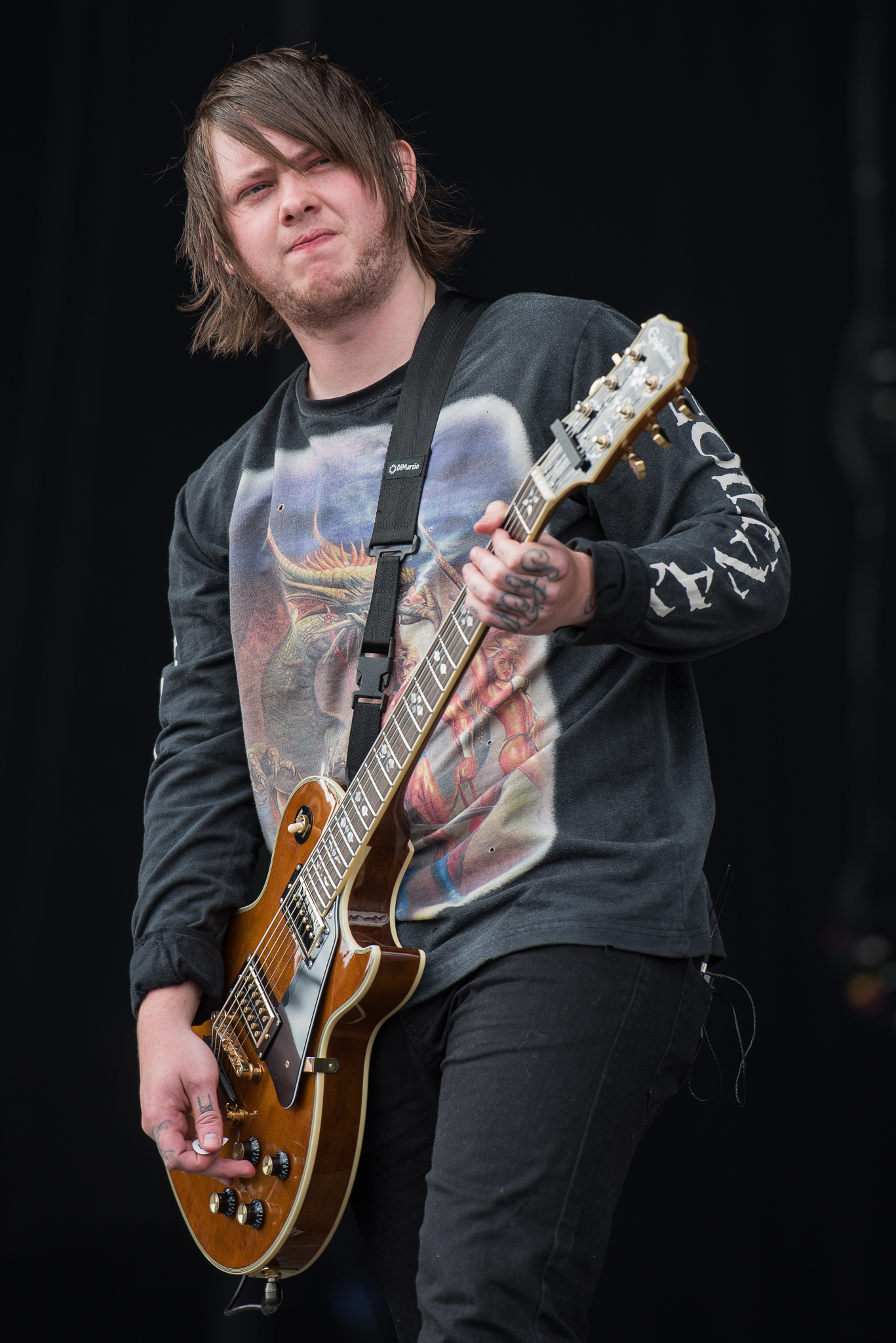
Lee Malia
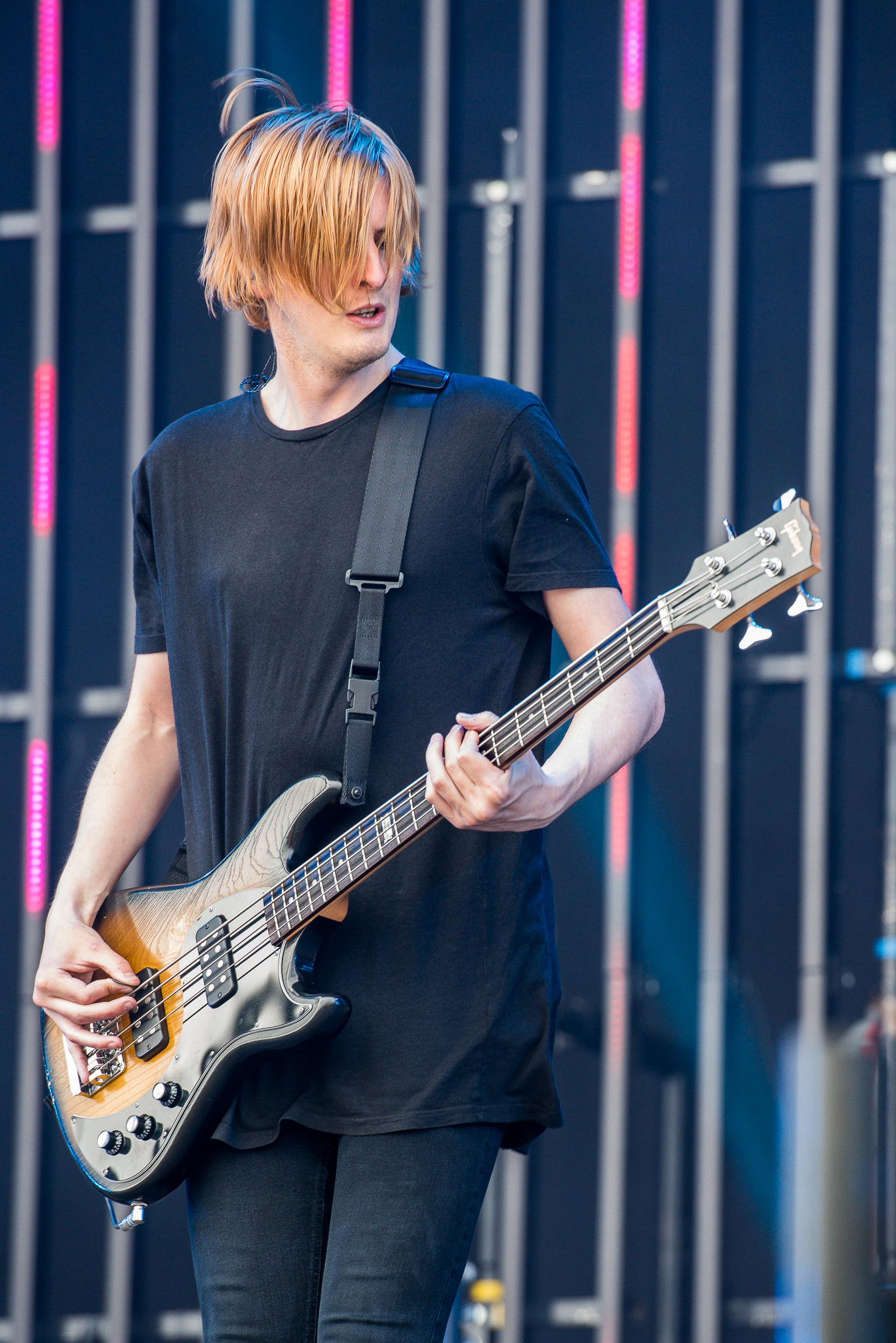
Matt Kean
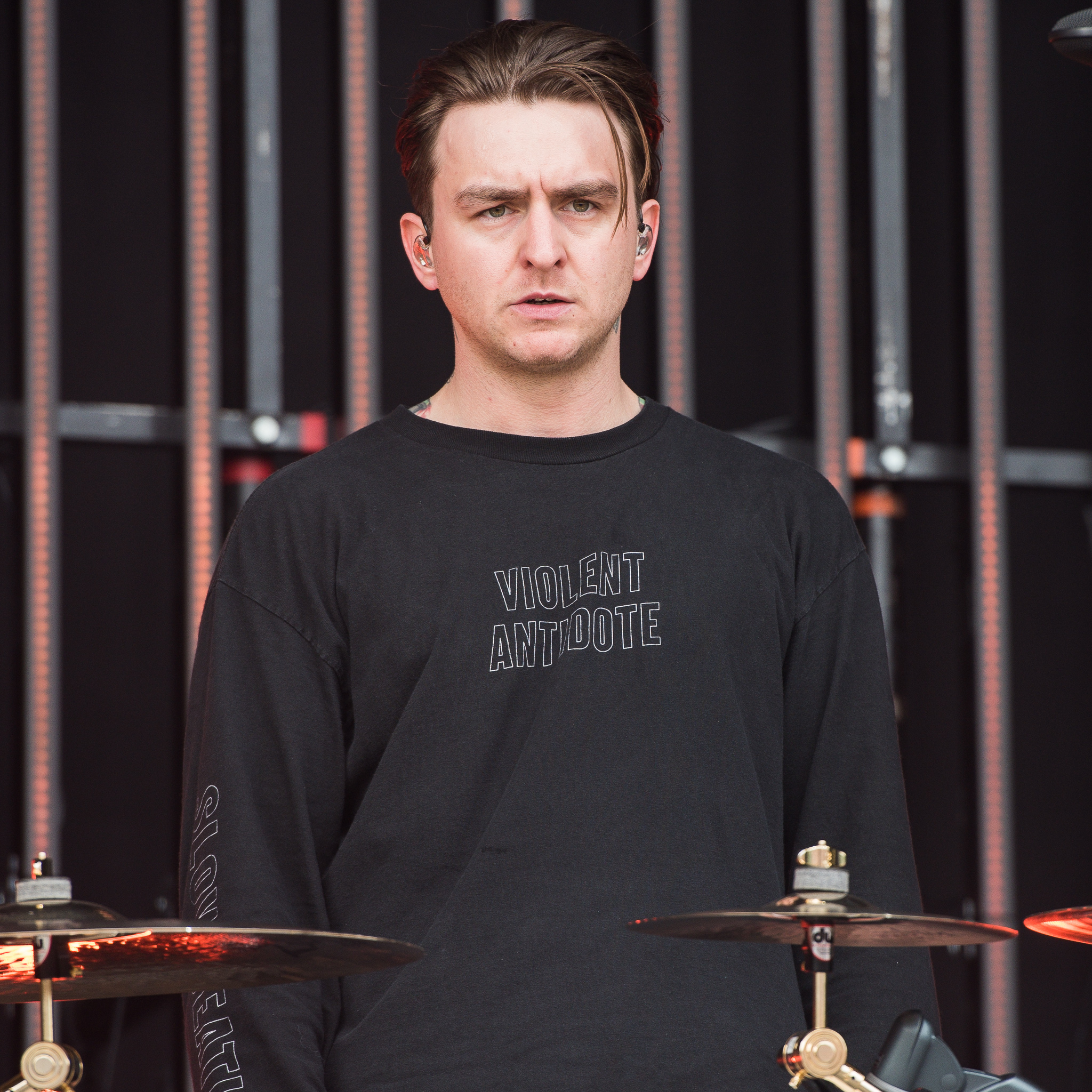
Matt Nicholls

Membros atuais
- Oliver Sykes – vocal (2004–presente), sintetizador, programação (2004–2012, 2023–presente)
- Lee Malia – guitarra principal (2004–presente)
- Matt Kean – baixo (2004–presente)
- Matt Nicholls – bateria (2004–presente)

Ex-membros
- Curtis Ward – guitarra rítmica (2004-2009)
- Jona Weinhofen – guitarra rítmica, guitarra base, vocal de apoio (2009–2013)
- Jordan Fish – sintetizador, programação, vocal de apoio (2012–2023)

Membros de turnê
- Dean Rowbotham – guitarra rítmica (2009)
- Dan Searle – bateria, percussão (2011)
- Tim Hillier-Brook – guitarra rítmica (2013)
- Robin Urbino – guitarra rítmica (2013)
- Brendan MacDonald – guitarra rítmica, vocal de apoio (2013-2014)
- John Bon – guitarra rítmica (2014–presente)

## Discografia
- This Is What the Edge of Your Seat Was Made For (2004)
- Count Your Blessings (2006)
- Suicide Season (2008)
- There Is A Hell, Believe Me I've Seen It. There Is A Heaven, Let's Keep It A Secret (2010)
- Sempiternal (2013)
- That's the Spirit (2015)
- Amo (2019)
- Post Human: Nex Gen (2024)

### Outros lançamentos comerciais
- Music to Listen To... (2019)
- Post Human: Survival Horror (2020)

## Prêmios
Grammy Awards
| Ano  | Trabalho | Categoria             | Resultado | Ref.    |
| ---- | -------- | --------------------- | --------- | ------- |
| 2019 | "Mantra" | Melhor Canção de Rock | Indicado  | [ 191 ] |
| 2020 | Amo      | Melhor Álbum de Rock  | Indicado  | [ 192 ] |

BRIT Awards
| Ano  | Trabalho             | Categoria    | Resultado | Ref.    |
| ---- | -------------------- | ------------ | --------- | ------- |
| 2020 | Bring Me the Horizon | Melhor Grupo | Indicado  | [ 193 ] |

NME Awards
| Ano  | Trabalho             | Categoria              | Resultado | Ref.    |
| ---- | -------------------- | ---------------------- | --------- | ------- |
| 2017 | Bring Me the Horizon | Melhor Banda Ao Vivo   | Indicado  | [ 194 ] |
| 2017 | Bring Me the Horizon | Momento Musical do Ano | Indicado  | [ 194 ] |
| 2020 | Bring Me the Horizon | Melhor Banda do Mundo  | Indicado  | [ 195 ] |
| 2022 | Bring Me the Horizon | Melhor Banda do Mundo  | Indicado  | [ 196 ] |
| 2022 | Bring Me the Horizon | Melhor Ato Ao Vivo     | Indicado  | [ 196 ] |

Kerrang! Awards
| Ano  | Trabalho                                                                            | Categoria                  | Resultado | Ref.            |
| ---- | ----------------------------------------------------------------------------------- | -------------------------- | --------- | --------------- |
| 2006 | Bring Me the Horizon                                                                | Melhor Estreante Britânico | Venceu    | [ 197 ]         |
| 2008 | Bring Me the Horizon                                                                | Melhor Banda Britânica     | Indicado  | [ 198 ]         |
| 2009 | Bring Me the Horizon                                                                | Melhor Banda Britânica     | Indicado  | [ 199 ]         |
| 2011 | "Blessed with a Curse"                                                              | Melhor Single              | Indicado  | [ 200 ]         |
| 2011 | Bring Me the Horizon                                                                | Melhor Banda Britânica     | Indicado  | [ 200 ]         |
| 2011 | There Is A Hell, Believe Me I've Seen It. There Is A Heaven, Let's Keep It A Secret | Melhor Álbum               | Venceu    | [ 201 ]         |
| 2012 | "Alligator Blood"                                                                   | Melhor Vídeo               | Venceu    | [ 202 ]         |
| 2013 | "Shadow Moses"                                                                      | Melhor Single              | Indicado  | [ 203 ]         |
| 2013 | "Shadow Moses"                                                                      | Melhor Vídeo               | Indicado  | [ 203 ]         |
| 2013 | Sempiternal                                                                         | Melhor Álbum               | Indicado  | [ 203 ]         |
| 2013 | Bring Me the Horizon                                                                | Melhor Banda Britânica     | Venceu    | [ 203 ]         |
| 2014 | Bring Me the Horizon                                                                | Melhor Banda Ao Vivo       | Venceu    | [ 204 ] [ 205 ] |
| 2014 | Bring Me the Horizon                                                                | Melhor Banda Britânica     | Indicado  | [ 205 ]         |
| 2015 | Bring Me the Horizon                                                                | Melhor Banda Britânica     | Venceu    | [ 206 ]         |
| 2015 | "Drown"                                                                             | Melhor Single              | Indicado  | [ 207 ]         |
| 2016 | Bring Me the Horizon                                                                | Melhor Banda Britânica     | Indicado  | [ 208 ]         |
| 2019 | Amo                                                                                 | Melhor Álbum               | Indicado  | [ 209 ]         |
| 2019 | Bring Me the Horizon                                                                | Melhor Ato Britânico       | Venceu    | [ 210 ]         |

AIM Independent Music Awards
| Ano  | Trabalho             | Categoria                       | Resultado | Ref.    |
| ---- | -------------------- | ------------------------------- | --------- | ------- |
| 2011 | Bring Me the Horizon | Melhor Ato Ao Vivo              | Indicado  | [ 211 ] |
| 2011 | Bring Me the Horizon | Artista ou Banda mais Esforçado | Indicado  | [ 211 ] |
| 2011 | Bring Me the Horizon | Revelação Independente do Ano   | Indicado  | [ 211 ] |

Alternative Press
| Ano  | Trabalho             | Categoria                  | Resultado | Ref.    |
| ---- | -------------------- | -------------------------- | --------- | ------- |
| 2014 | Sempiternal          | Melhor Álbum               | Venceu    | [ 212 ] |
| 2014 | Bring Me the Horizon | Melhor Banda Internacional | Venceu    | [ 212 ] |
| 2015 | "Drown"              | Melhor Videoclipe          | Venceu    | [ 212 ] |

UK Music Video Awards
| Ano  | Trabalho       | Categoria                    | Resultado | Ref.    |
| ---- | -------------- | ---------------------------- | --------- | ------- |
| 2016 | "True Friends" | Melhor Vídeo Rock/Indie – UK | Indicado  | [ 213 ] |

Heavy Music Awards
| Ano  | Trabalho                    | Categoria                   | Resultado | Ref.                    |
| ---- | --------------------------- | --------------------------- | --------- | ----------------------- |
| 2017 | Bring Me the Horizon        | Melhor Banda do Reino Unido | Indicado  | [ 214 ]                 |
| 2019 | Bring Me the Horizon        | Melhor Banda do Reino Unido | Venceu    | [ 215 ]                 |
| 2019 | Bring Me the Horizon        | Melhor Banda Ao Vivo        | Indicado  | [ 216 ]                 |
| 2020 | Bring Me the Horizon        | Melhor Banda do Reino Unido | Venceu    | [ 217 ] [ 218 ] [ 219 ] |
| 2020 | Amo                         | Melhor Álbum                | Indicado  | [ 217 ]                 |
| 2020 | Amo                         | Melhor Capa de Álbum        | Indicado  | [ 217 ]                 |
| 2020 | "In the Dark"               | Melhor Vídeo                | Indicado  | [ 217 ]                 |
| 2021 | Post Human: Survival Horror | Melhor Álbum                | Venceu    | [ 220 ]                 |
| 2021 | Bring Me the Horizon        | Melhor Banda do Reino Unido | Venceu    | [ 220 ]                 |
| 2022 | "Die4U"                     | Melhor Single               | Venceu    | [ 220 ] [ 218 ]         |
| 2022 | Bring Me the Horizon        | Melhor Banda Ao Vivo        | Indicado  | [ 221 ]                 |
| 2022 | Bring Me the Horizon        | Melhor Banda do Reino Unido | Indicado  | [ 221 ]                 |
| 2022 | "Die4U"                     | Melhor Videoclipe           | Indicado  | [ 221 ]                 |

Votação entre leitores
- Em uma enquete dos leitores da Rock Sound de 2009, Bring Me the Horizon ganhou Melhor Banda Britânica e Pior Banda Britânica.[222]
- Em 2011, o The Guardian fez uma enquete chamada "Quem deveria ganhar o Mercury Prize?" listando 50 álbuns. O terceiro álbum do Bring Me the Horizon, There Is a Hell..., venceu com 37%.[223]
- Em uma enquete pela Sirius XM de 2013, Bring Me the Horizon ganhou o prêmio de Melhor Canção Descoberta por "Go to Hell, for Heaven's Sake" com a estação de rádio Octane.[224]
- Em uma pesquisa de leitores da Alternative Press de 2013, Bring Me the Horizon foi indicado para quatro categorias: Melhor Vocalista (Oliver Sykes; posição 3),[225] Melhor tecladista (Jordan Fish; posição 1),[226] Single do ano ("Shadow Moses"; posição 2)[227] e "Melhor Arte de Capa" (Sempiternal; posição 2).[228]
- Em 2021, os leitores da Kerrang! selecionaram "Die4U" como a melhor música e videoclipe do ano. Bring Me the Horizon também foi eleita a Melhor Nanda e Melhor Banda Ao Vivo do ano. Além disso, foram eleitos a segunda melhor reportagem do ano pela Kerrang!.[229]

## Outros projetos
- Oli Sykes ("Master Syko"), Matt Nicholls, Tom Sykes e XricciX formaram um grupo de rap cômico, chamado Womb 2 da Tomb.
- Oli Sykes e o irmão de sua ex-namorada, Neil Whiteley, formaram uma banda de death/thrash metal chamada Purple Curto.
- Oli Sykes tem uma grife de roupa chamada "Drop Dead" e emprega seu irmão mais novo Tom, e sua mãe Carol e para o ajudar a trabalhar com isso.

Diversidades
- Em 2009 os leitores da Rock Sound fizeram uma enquete, e o Bring Me the Horizon foi eleito como "Melhor Banda Britânica" e "Pior Banda Britânica".
- Numa enquete feita por leitores da revista Kerrang!, o Bring Me the Horizon foi eleito como "Melhor Banda de 2008 e 2010".
- Em 2011, o The Guardian realizou uma pesquisa sobre "Quem deveria ganhar o Mercury Prize?" e incluiu 50 álbuns, sendo que o terceiro álbum do Bring Me the Horizon, intitulado "There Is a Hell...", venceu com 37%.[230]
- A banda ficou mundialmente reconhecida quando teve seu single Drown em primeiro lugar na lista de mais vendidos do iTunes em 2014.
- Em uma pesquisa publicada pela Sirius XM em 2013, o Bring Me the Horizon ganhou o prêmio de Melhor Descoberta de Canção com a música "Go to Hell, for Heaven's Sake" na estação de rádio Octane.[231]
- Em uma pesquisa de leitores da Alternative Press em 2013, o Bring Me the Horizon foi indicado em quatro categorias: Melhor Vocalista (Oliver Sykes; posição 3),[232] Melhor Tecladista (Jordan Fish; posição 1),[233] Single do Ano ("Shadow Moses"; posição 2)[234] e "Melhor Arte de Álbum" (Sempiternal; posição 2).[235]
- Em 2021, os leitores da Kerrang! votaram em "Die4U" como a melhor música e melhor videoclipe do ano. O Bring Me the Horizon também foi eleito a melhor banda e a melhor banda ao vivo do ano. Além disso, a banda foi eleita como a segunda melhor "matéria de capa" do ano pela Kerrang Magazine, onde um artigo que apresentava a banda na capa da revista foi reconhecido como o segundo melhor melhor e mais impactante do ano.[236]